# Майр, Ганс
Ганс Майр (нем. Hans Mayr; 1877-1918) — архитектор и инженер-строитель, поручик немецкой армии, ополченец первой мировой войны..

## Биография
Обучался в Вене.  Ученик Отто Вагнера.
Руководитель художественной части и главный архитектор-проектировщик Округа III — Горлице Департамента воинских захоронений К. и К. военной комендатуры в Кракове.
Создал проекты и занимался постройкой 53 Западногалицийских воинских кладбищ из 400 воинских захоронений периода Первой Мировой войны на территории бывшего королевства Галиции и Лодомерии.
Большинство кладбищ, автором которых был Ганс Майр, внесены в реестр памятников Малопольского воеводства Польши.

## Творчество

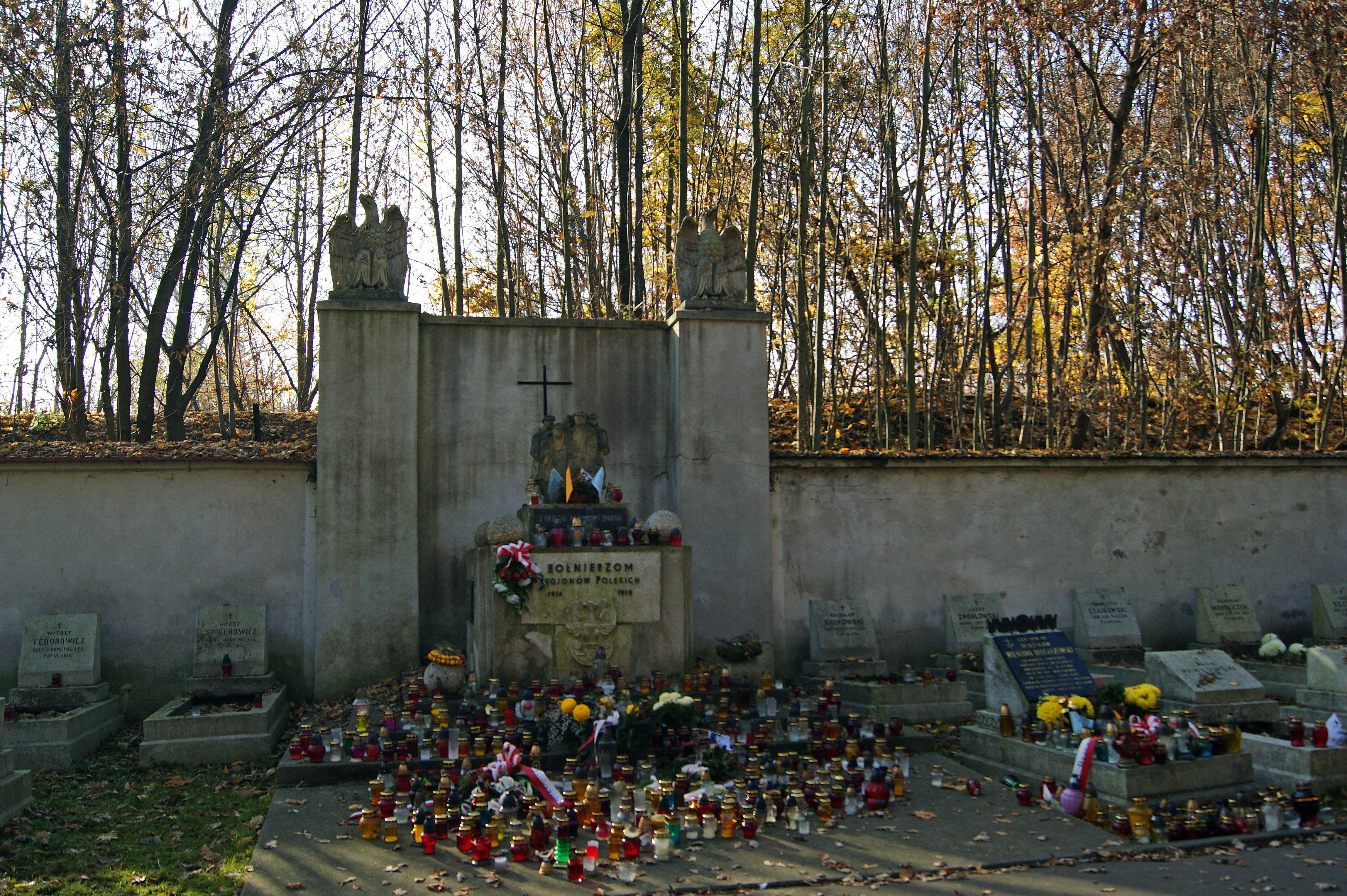
Воинское кладбище № 388 на Раковицком кладбище, Краков, Польша

- Автор проекта часовни-мавзолея на воинском кладбище № 80 в с. Сенкова, (ныне Горлицком повяте Малопольского воеводства, Польша).
- Создал 2 проекта железных надгробных крестов, которые массово устанавливались на воинских кладбищах Округа III — Горлице и применялись почти во всех остальных Округах Департамента воинских захоронений К. и К. краковской военной комендатуры.
- Автор высокого центрального креста из металлических балок с полукруглым покрытием цинковым листом, также часто встречающегося на воинских кладбищах во всех Округах Департамента за исключением IX, X и «Z».
- Автор проекта Нового евангелистского кладбища в г. Бельско-Бяла.
- В 1909   спроектировал совместно с Теодором Майром жилищно-офисный комплекс с пассажем в стиле модерн, соединяющим ул. 3 Мая и ул. Барлицкого в центре г. Бельско-Бяла.

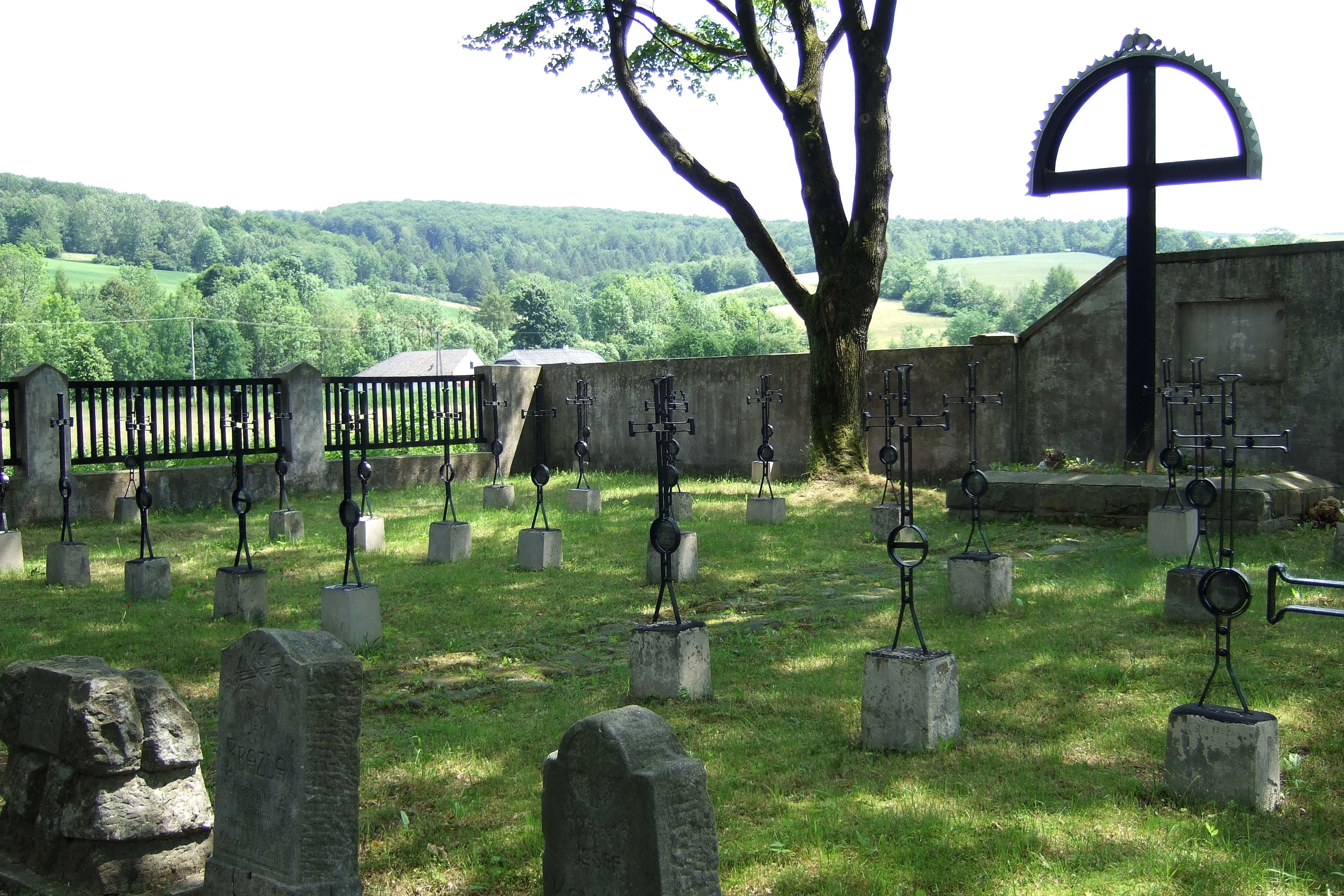
Воинское кладбище № 70 в окрестностях села Овчары, Польша
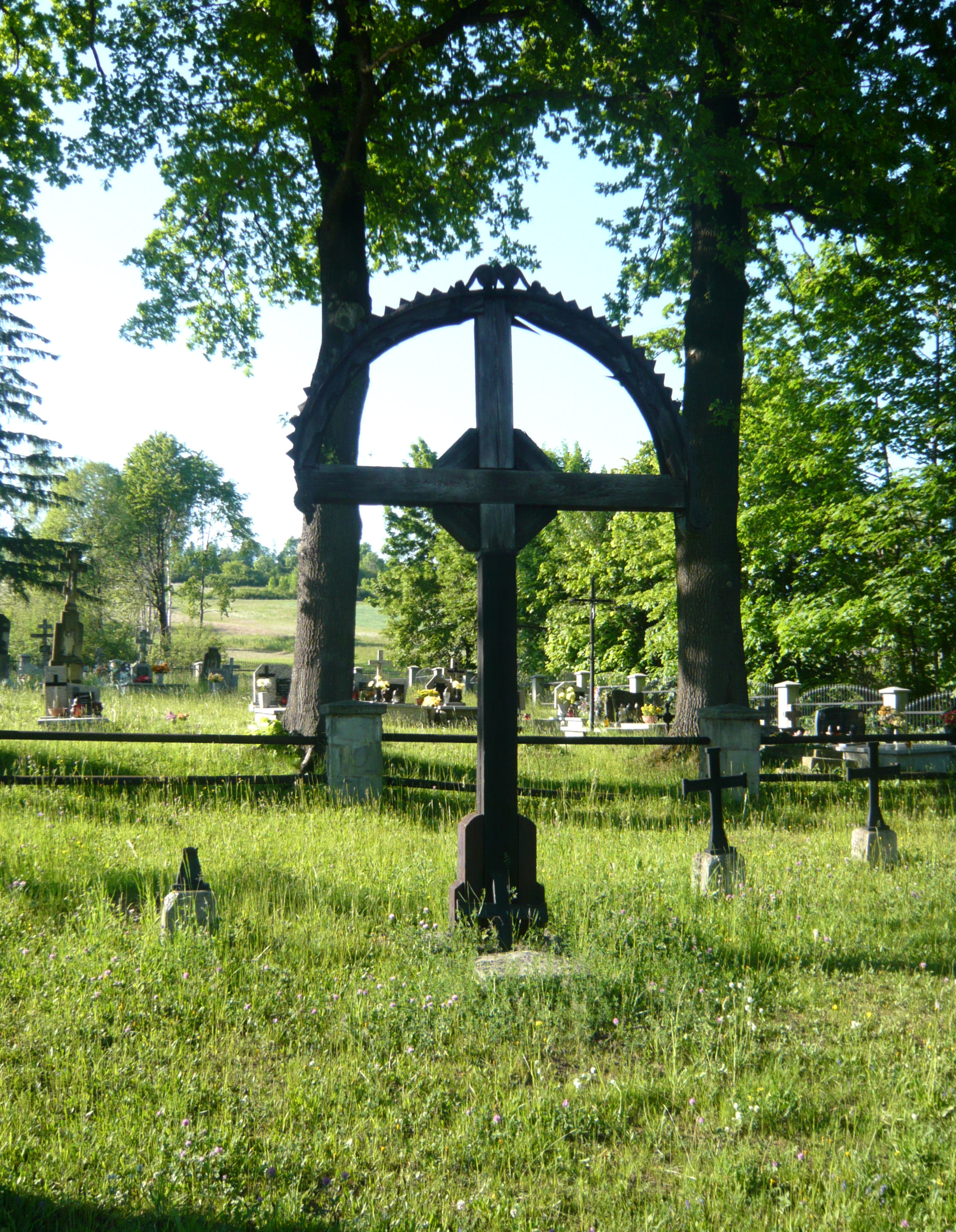
Центральный металлический крест на Воинском кладбище № 82 в окрестностях села Менцина-Велька, Польша
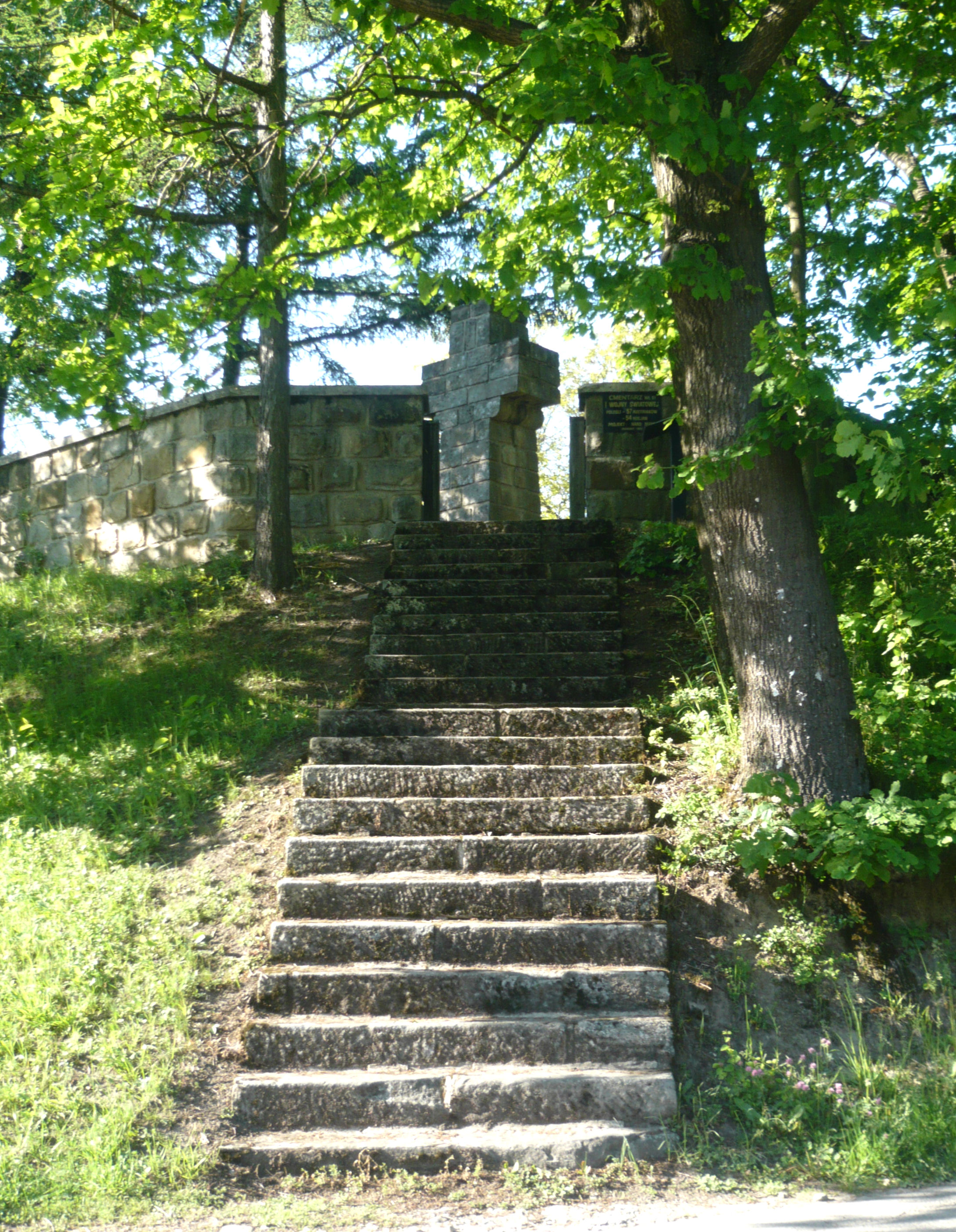
Воинское кладбище № 81 в окрестностях села Менцина-Велька, Польша
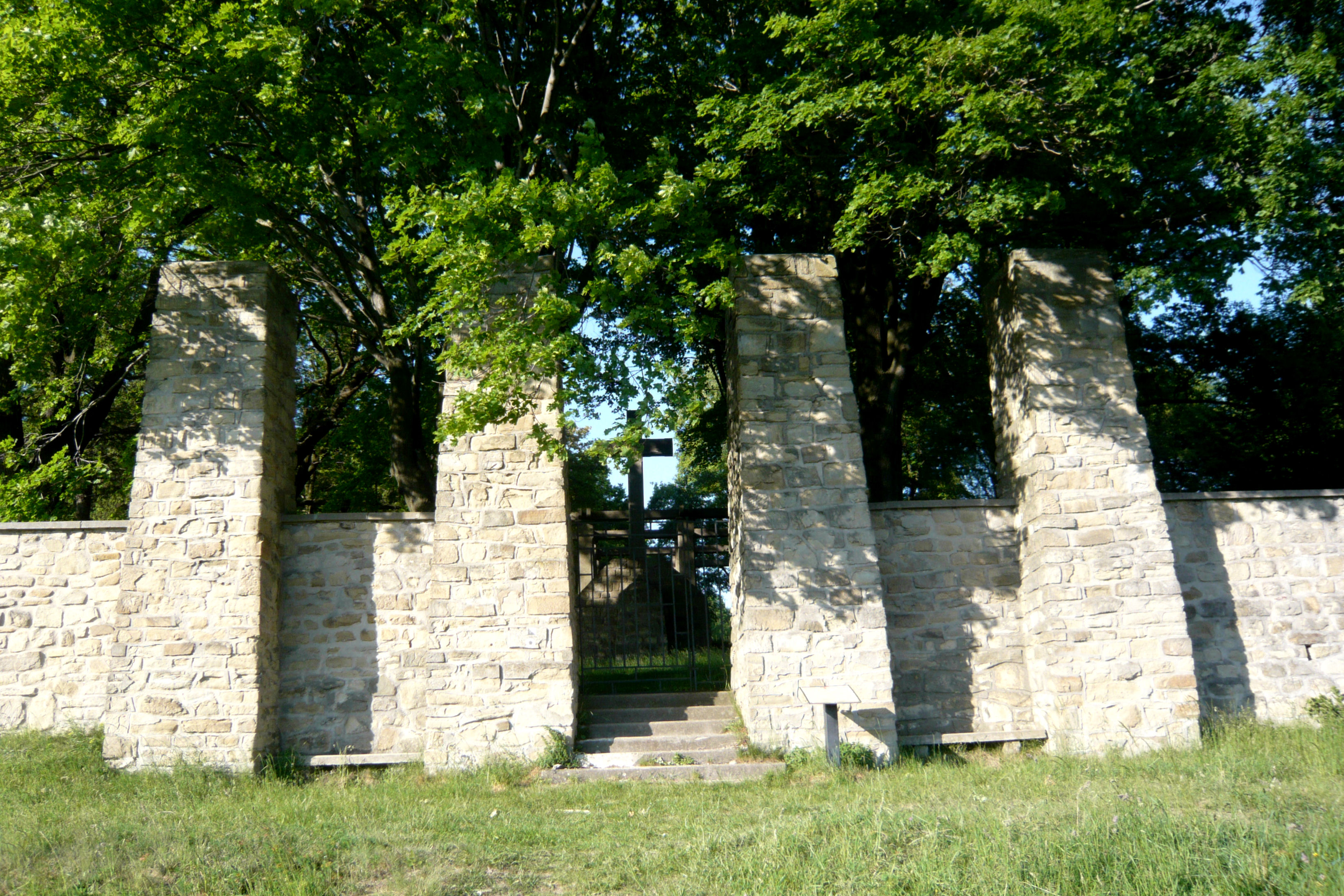
Воинское кладбище № 80 в окрестностях села Сенкова, Польша
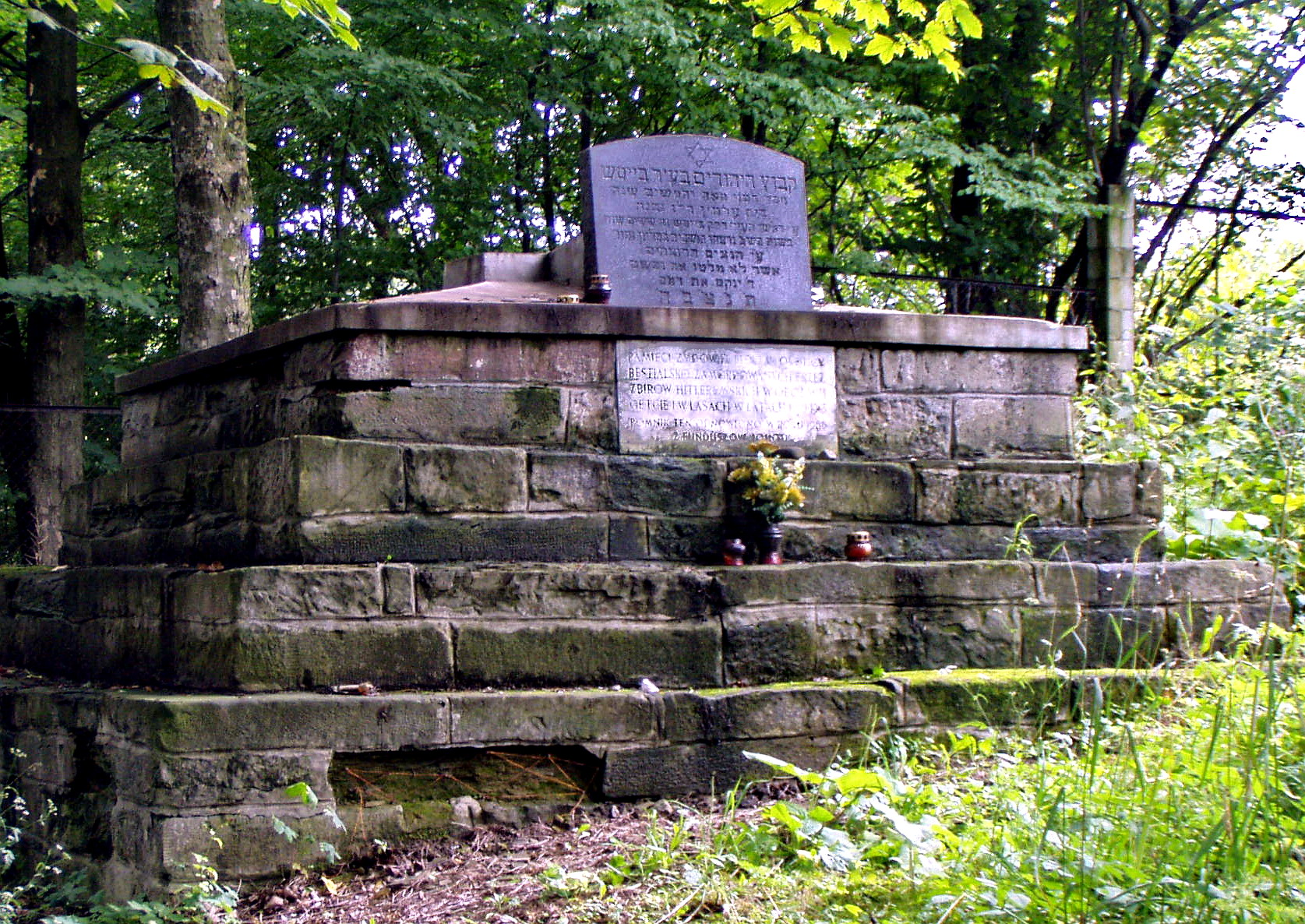
Воинское кладбище № 107  в г. Беч, Польша